# Геологія Фінляндії
Геоло́гія Фінля́ндії
Території Фінляндії розташована в межах Балтійського щита і складена ранньодокембрійськими метаморфічними породами і гранітами, перекритими тонким і переривистим плащем льодовикових і прильодовикових відкладів четвертинного періоду, що обумовлено декількома фазами відступу льодового щита Скандинавії. Зона розломів, що перетинає вершину Ботнічної затоки і протягається до північного узбережжя Ладозького озера, розділяє докембрійські утворення на дві головні області.
На схід від Ботнічно-Ладозької зони поширені граніто-ґнейси і зеленокам’яні пояси (Кухмо-Суомуссалмі) архею східного і північно-східного простягання, які різко незгідно перекриті слабометаморфізованими мілководно-морськими і континентальними уламковими відкладами та основними вулканітами раннього протерозою. Це частина Карельського мегаблоку Балтійського щита, стабілізована до початку протерозою. На неї в північній частині країни насунені високометаморфізовані кристалічні породи Лапландського ґранулітового пояса раннього протерозою, що простягається з Норвегії через північ Фінляндію на Кольський півострів. З цими відкладами пов'язані найбільші рудні родовища (урану, золота, міді, заліза, поліметалів, нікелю, кобальту, ванадію).
На захід від Ботнічно-Ладозької зони, на більшій частині території країни, розвинені утворення верхньої частини нижнього протерозою, т. зв. свекофеніди віком 2,0—1,75 млрд років. Це переважно вапняно-лужні вулканіти, ґраувакки і сланці, сформовані в умовах вулканічних острівних дуг і околичних морів, що складають активну околицю Карельського континенту. Вони прорвані численними плутонами гранітоїдів, серед яких особливе місце займає найбільший Центральнофінляндський батоліт. Свекофеніди вздовж Ботнічно-Ладозької зони насунені на Карельський мегаблок. У цій шовній зоні поширені середньопротерозойський фліш і тіла нікеленосних габро-перидотитів. Останні відомі і на півдні країни. На Аландських островах і крайньому південному-заході Фінляндії є плутони гранітів рапаківі віком 1,65 млрд років, що знаходяться в одній смузі з Виборзьким масивом. З гранітами рапаківі асоціюють численні дрібні родовища міді, поліметалів, нікелю, заліза та рідкісних металів.